# آلبای
آلبای (Albay) یکی از استان‌های کشور فیلیپین است.
این استان در خاور این کشور قرار گرفته است و بخشی از جزیره‌های ویسایا به شمار می‌رود.
مرکز این استان شهر لگازپی است.
جمعیت آن حدود یک میلیون و دویست هزار نفر است.
مساحت این استان دو هزار و پانصد کیلومتر مربع است.